# آب‌نبات (ترانه بک‌هیون)
«آب‌نبات» (به انگلیسی: Candy) ترانه‌ای از خوانندهٔ کره‌ای بک‌هیون است. این ترانه در ۲۵ مهٔ ۲۰۲۰، به‌عنوان تک‌آهنگ لید دومین آلبوم چندآهنگه او، لذت، منتشر شد.

## تاریخچهٔ انتشار
| منطقه     | تاریخ      | قالب                | ناشر                    |
| --------- | ---------- | ------------------- | ----------------------- |
| کره جنوبی | ۲۵ مهٔ ۲۰۲۰ | دانلود دیجیتال جاری | اس‌ام اینترتینمنت دریموس |
| مختلف     | ۲۵ مهٔ ۲۰۲۰ | دانلود دیجیتال جاری | اس‌ام اینترتینمنت        |